# Wilfried Rudloff
Wilfried Rudloff (* 20. Juni 1960 in Limburg an der Lahn) ist ein deutscher Historiker.
Rudloff wurde 1995 mit einer Arbeit zur Münchner Stadtgeschichte in der Weimarer Republik an der Universität München promoviert. Er war von 2005 bis 2019 wissenschaftlicher Mitarbeiter der Akademie der Wissenschaften und der Literatur in Mainz. Er forscht an der Arbeitsstelle an der Universität Kassel zur Quellensammlung zur Geschichte der deutschen Sozialpolitik.
Seine Forschungsschwerpunkte sind die Geschichte des Sozialstaats und der Bildungspolitik.

## Schriften (Auswahl)
- mit Wolfgang Ayaß, Florian Tennstedt: Sozialstaat im Werden. Bd. 2: Schlaglichter auf Grundfragen. Steiner, Stuttgart 2021.
- mit Wolfgang Ayaß, Florian Tennstedt: Sozialstaat im Werden. Bd. 1: Gründungsprozesse und Weichenstellungen im Deutschen Kaiserreich. Steiner, Stuttgart 2021.
- Die Wohlfahrtsstadt. Kommunale Ernährungs-, Fürsorge- und Wohnungspolitik am Beispiel Münchens 1919–1933 (= Schriftenreihe der Historischen Kommission bei der Bayerischen Akademie der Wissenschaften. Bd. 63). 2 Bde., Vandenhoeck und Ruprecht, Göttingen 1998.

Herausgeberschaft
- (Bearb.): Quellensammlung zur Geschichte der deutschen Sozialpolitik 1867 bis 1914. Abt. 2: Von der kaiserlichen Sozialbotschaft bis zu den Februarerlassen Wilhelms II. (1881–1890).
  - Bd. 4: Arbeiterrecht. Unter Mitarbeit von Jens Flemming, Steiner, Stuttgart 2008.
  - Bd. 7: Kommunale Armenpflege. Unter Mitarbeit von Gisela Rust-Schmöle, Wissenschaftliche Buchgesellschaft, Darmstadt 2015.
- (Bearb.): Quellensammlung zur Geschichte der deutschen Sozialpolitik 1867 bis 1914. Abt. 3: Ausbau und Differenzierung der Sozialpolitik seit Beginn des neuen Kurses (1890–1904). Bd. 7: Armenpflege und kommunale Wohlfahrtspolitik. Wissenschaftliche Buchgesellschaft, Darmstadt 2016.
- mit Franz-Werner Kersting, Marc von Miquel, Malte Thießen: Ende der Anstalten? Großeinrichtungen, Debatten und Deinstitutionalisierung seit den 1970er Jahren. Brill Schöningh, Paderborn 2022.